# Écosystème pinifère

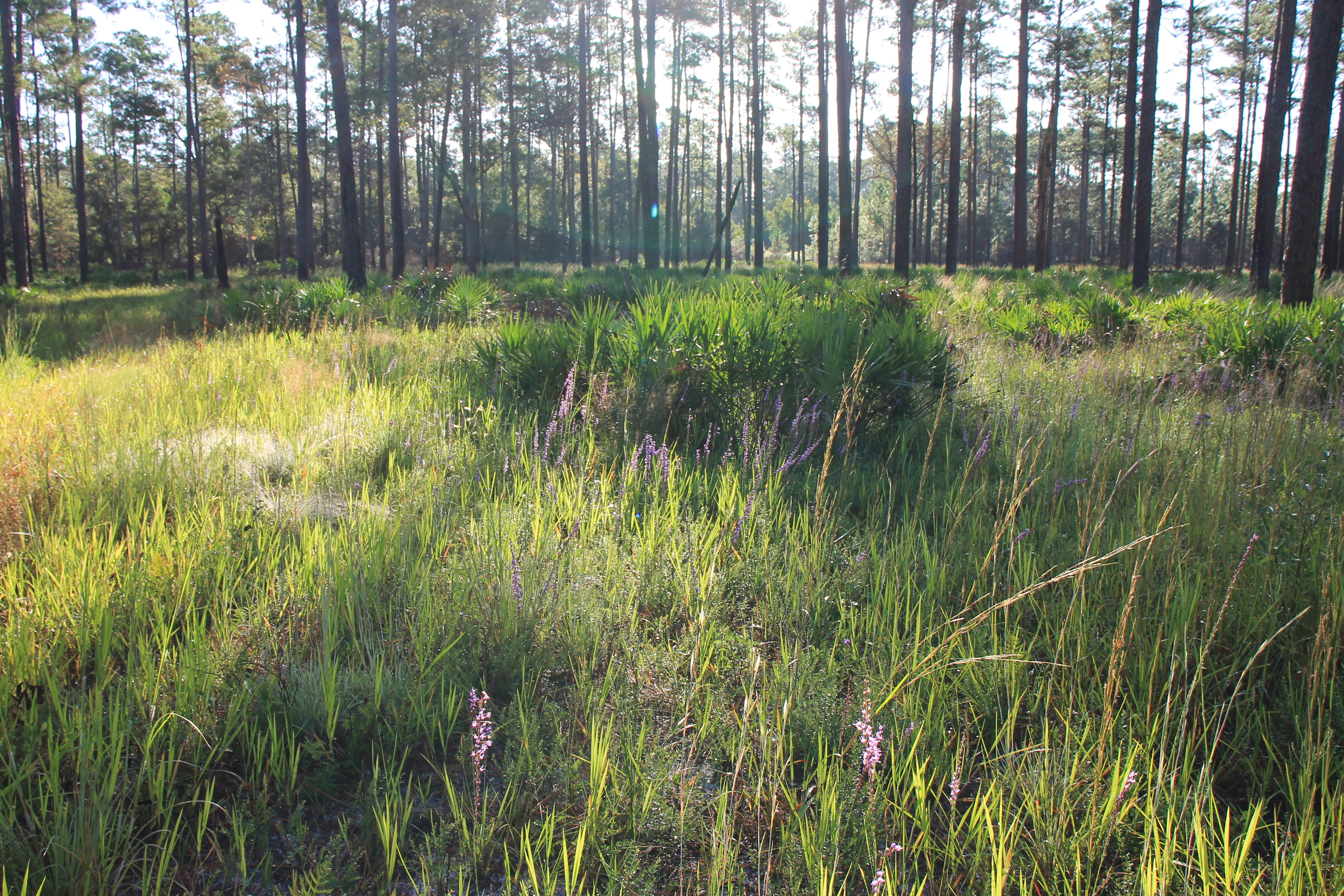
Un écosystème pinifère : Forêt d'Austin Cary Forest, près de Gainesville, en Floride.

Un écosystème pinifère (en anglais pineywoods, flatwoods, pine savanna ou longleaf pine-wiregrass ecosystem) est un environnement biologique se présentant sous forme de forêt établie sur terrain plat et dominée par des pins. On trouve des écosystèmes pinifères au sud-est de la plaine côtière nord-américaine.
Les écosystèmes pinifères sont des écosystèmes entretenus par les feux de forêt ou les brûlages dirigés et sont dominés par le Pin des marais (Pinus palustris) et le Pin d'Elliott (Pinus elliotii) dans la canopée, et le Palmier nain (Serenoa repens), le Houx glabre (Ilex glabra) et d'autres arbustes à feuilles persistantes inflammables dans le sous-étage, ainsi qu'une grande diversité d'espèces d'herbes,. Bien que les graminées et les pins soient caractéristiques de cet écosystème, la composition précise change d'ouest en est, c'est-à-dire du Texas à la Floride. Le facteur clé du maintien de ce type d'habitat est la récurrence des feux. Sans feu, l'habitat finit par être envahi par d'autres espèces de plantes ligneuses.
Un certain nombre d'animaux rares et menacés sont typiques de cet habitat, notamment le Pic à face blanche (Picoides borealis), la Tortue gaufrée (Gopherus polyphemus), la salamandre Ambystoma cingulatum et le Triton rayé (Notophthalmus perstriatus). On y trouve de nombreuses plantes herbacées rares et habituelles, notamment des orchidées (par exemple, Pogonia ophioglossoides, des espèces du genre Calopogon), des Carex (notamment des espèces du genre Rhynchospora) et des plantes carnivores (comme des espèces de Sarracenia).
Un deuxième facteur clé est l'humidité. Dans l'ensemble, les écosystèmes pinifères humides comptent plus d'espèces que ceux qui ne le sont pas, la répartition de chaque espèce au sein d'un écosystème pinifère étant intimement liée aux régimes d'humidité du sol. Les mares temporaires et les zones d'infiltration constituent donc un facteur essentiel de la composition des espèces végétales. Les orchidées et les Nepenthes, par exemple, sont associées à des endroits plus humides, mais même ces endroits plus humides brûlent pendant les périodes sèches, permettant la régénération d'espèces de sarracénies et de Droséras.
Les écosystèmes pinifères sont caractérisés par une faible surface terrière et de grands pins matures très espacés. Historiquement, les forêts plates étaient dominées par le Pin des marais, qui peut vivre jusqu'à 500 ans. La surexploitation à grande échelle, associée à des pratiques sylvicoles préjudiciables comme le remplacement par des Pins à torche à croissance plus rapide, a considérablement réduit l'étendue de l'écosystème des Pins des marais. Le Pin des marais nécessite des feux fréquents, idéalement tous les 1 à 3 ans, qui empêchent l'invasion de l'habitat par d'autres espèces d'arbres. Des décennies d'exclusion du feu dans le Sud-Est ont contribué au déclin de ce type de communauté. Cependant, avec la restauration du feu et des régimes naturels d'inondation, il est possible de restaurer de petites zones d'habitat. Certaines organisations privées sont engagées dans de tels projets[,. Avec un effort concerté, plusieurs grandes zones sauvages pourraient encore être restaurées à l'est du fleuve Mississippi. Certaines des plus grandes zones restantes de ce type d'habitat se trouvent dans la forêt nationale de De Soto, la base aérienne d'Eglin et la forêt nationale d'Apalachicola.